# 安心して老いるために
『安心して老いるために』（あんしんしておいるために）は、1990年10月13日に公開された映画。

## 舞台
岐阜県揖斐郡池田町

## 概要
特別養護老人ホーム（サンビレッジ新生苑）と、自治体の池田町の取り組みを通し、生涯を安らかに生きてゆくために必要なことを追求したドキュメンタリー。

## スタッフ
- 監督:羽田澄子
- 製作:工藤充
- 撮影:西尾清
- 音楽:高橋アキ
- 美術:朝倉摂
- 録音:滝沢修